# رؤوس البطيخ

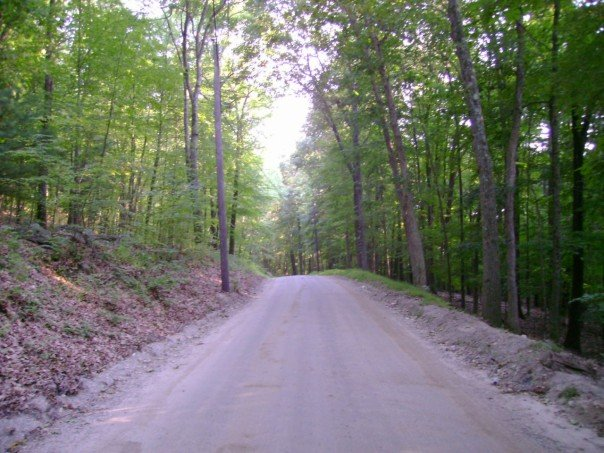
شارع فيلفيت الذي يقال أن رؤوس البطيخ يختبؤون فيه في منطقة ترامبول ومونرو في كونيكتيكت

رؤوس البطيخ (بالإنجليزية: Melon heads)‏ هو الاسم الذي يطلق على كائنات أسطورية يقال أنها تعيش في أجزاء من ميشيغان وأوهايو وكونيكتيكت وتوصف عادة بأنها كائنات صغيرة شبه بشرية مع رؤوس منتفخة، ويقال أنها تظهر من حين لآخر من مخابئها لتهاجم الناس. هناك أشكال مختلفة من الأسطورة وتنسب لها عدة حكايات عن أصلها.

## الأسطورة في ميشيغان
يقال أن رؤوس البطيخ في ميشيغان يتواجدون حول منطقة فيلت مانشن (وهو بيت بناه المخترع الأمريكي دور فيلت لزوجته عام 1928)، وإن شوهدوا أيضا في المناطق الجنوبية التي تغطيها الغابات في مقاطعة أوتاوا. وتقول إحدى القصص أنهم كانوا أطفالا يعانون من استسقاء الرأس وعاشوا في المصحة قرب فيلت مانشن. وتقول القصة أيضا أن هؤلاء الأطفال تعرضوا للإساءات الجسدية والعاطفية، فتحولوا إلى كائنات متوحشة وتم إطلاقهم في الغابات المحيطة للمصحة. وتؤكد الجمعية التاريخية في مقاطعة أليغان أن المصحة لم تكن موجودة أبدا، رغم أن فيلت مانشن كانت سجنا في إحدى الفترات؛ ومع ذلك، فقد كانت القصة جزءا من التراث الشعبي المحلي لعقود عديدة. وقال آل ميشكين مدير بلدية ليكتاون لصحيفة هولاند سينتينل أنه سمع هذه الحكايات عندما كان مراهقا، مشيرا إلى أن أصدقاءه أشاروا لتلك الكائنات باسم "wobbleheads" أو الرؤوس المتمايلة. وتقول بعض الحكايات أن الأطفال كانوا يعيشون في القصر نفسه، ولكنهم انعزلوا لاحقا في الكهوف تحت الأرض. وتقول أخرى أن الأطفال وضعوا خطة للهرب وقتل الطبيب الذي عذّبهم. ولم يعثر الأطفال على مكان لإخفاء الجثة، فقطعوها إلى قطع صغيرة وخبؤوها في أنحاء القصر. وتوجد شائعات بأن المراهقين الذين اقتحموا القصر رأوا أشباح الأطفال وزعموا أنهم رأوا ظلالا تمثل عملية قتل الطبيب من خلال الضوء القادم من باب مفتوح. انتشرت أسطورة في جميع أنحاء المنطقة، حتى أنها أصبحت موضوعا لفيلم أنتج عام 2011 بعنوان Melonheads، وبدور حول الأسطورة كما تم تناقلها في غرب ميشيغان.

## الأسطورة في أوهايو
ترتبط قصص رؤوس البطيخ من ولاية أوهايو في المقام الأول مع ضاحية كيرتلاند من ضواحي مدينة كليفلاند. ووفقا للحكايات المحلية، فقد كان رؤوس البطيخ أصلا من الأيتام الذين كانوا تحت حراسة شخص غامض يعرف باسم الدكتور كرو (وتختلف تهجئة اسمه، أو يعرف باسم تروبيانو أو ميلونهيد). وقيل أن كرو قد أجرى تجارب غريبة على الأطفال، وظهرت لهم رؤوس كبيرة وصلعاء وأجساد مشوهة. تزعم بعض الروايات أن الأطفال كانوا يعانون بالفعل من استسقاء الرأس، وأن كرو حقنهم بمزيد من السوائل في أدمغتهم.
تستمر الأسطورة بالحديث أنه في نهاية المطاف قام الأطفال بقتل كرو وأحرقوا دار الأيتام ثم هربوا إلى الغابات المحيطة بهم، ويقال أنهم يتغذون على الرضع. كما تتم مشاهدتهم على طول طريق ويزنر في كيرتلاند وبلدية شاردون. وقد شاعت أسطورة رؤوس البطيخ على شبكة الإنترنت، وخاصة على المواقع مثل Creepy Cleveland أو DeadOhio حيث يقدم المستخدمون نسختهم الخاصة من القصة. أنتج فيلم Legend of the Melonheads في عام 2011 والمستوحى من أسطورة أوهايو والأساطير المختلفة الأخرى في منطقة كيرتلاند.

## الأسطورة في كونيتيكت

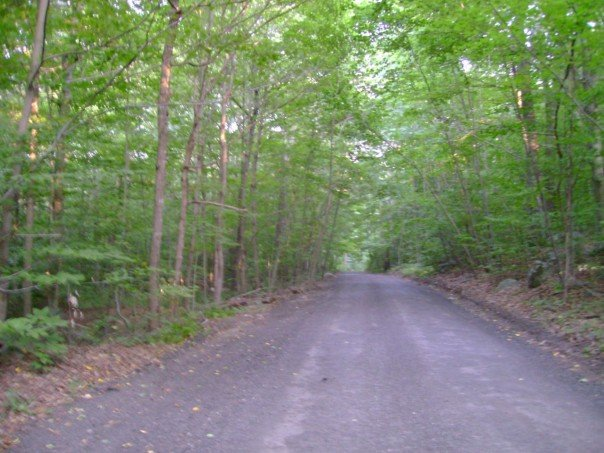
طريق سو ميل سيتي الترابي قرب شيلتون، كونيكتيكت حيث يقال أن رؤوس البطيخ يختبؤون هنا.

تظهر أسطورة رؤوس البطيخ (مع عدة اختلافات) في أنحاء جنوب غرب ولاية كونيتيكت، خصوصا في شرق مقاطعة فيرفيلد وغرب مقاطعة نيو هافن، كونيتيكت. توجد عدة حكايات في التجمعات السكنية في مقاطعة فيرفيلد مثل ترمبل، وشيلتون، وستراتفورد، ومونرو، وايستون، وستون. الحكايات موجودة في بلدات مقاطعة نيو هافن مثل سيمور، وأكسفورد، وميلفورد، وساوثبوري.
هناك العديد من الاختلافات في حكايات كونيتيكت. وتروي إحدى القصص أن مقاطعة فيرفيلد كانت موقعا لمصح للمجانين قانونيا والذي احترق في خريف عام 1960، ما أدى إلى وفاة كل الموظفين وأكثر المرضى مع ما يقرب من 10 إلى 20 نزيلا في عداد المفقودين، ويفترض أنهم نجوا وهرب إلى الغابة. وتقول الأسطورة أن رؤوس البطيخ ظهروا بعد أن لجؤوا لأكل لحوم البشر للبقاء على قيد الحياة في فصل الشتاء القاسي في المنطقة، وكذلك بسبب زواج الأقارب، وهو ما تسبب بدوره بظهور داء استسقاء الرأس لديهم.
ووفقا للنسخة الثانية من الأسطورة، فإن رؤوس البطيخ هم من نسل عائلة من الحقبة الاستعمارية تدعى شيلتون-ترمبل تم نفيها بعد أن اتهمت بممارسة السحر ما جعلهم يتراجعون إلى الغابة. وكما هو الحال مع الأسطورة الأولى، فهذه النسخة تعزو ظهور رؤوس البطيخ لزواج الأقارب. ويزعم أنهم يفترسون البشر الذين يدخلون منطقتهم.

### طريق دراكولا
تمتلك عدة أساطير عن رؤوس البطيخ في كونيتيكت خاصية متشابهة. إذ تتحدث أغلب القصص عن طريق ترابي منعزل يمر عبر أراضي رؤوس البطيخ وسط الغابات. العديد من المدن في مقاطعات فيرفيلد ونيوهافن تحيط بها أراضي ريفية وغابات وليس من الغريب أن تشق هذه المناطق طرق ريفية.
تروى عدة حكايات في عدد من المدن مثل شيلتون وترمبل ومونرو أن هذه الكائنات تعيش قرب طريق غامض وأسطوري يدعى طريق دراكولا. لكن لا يوجد شارع يشار إليه بهذا الاسم تحديدا في المدن التي تنتشر بها الأسطورة. ويختلف موقع هذا الطريق حسب اختلاف الأسطورة. على سبيل المثال بعض الأساطير تقول أن أراضيهم تقع قرب شارع فيلفيت الذي يمر عبر منطقة الغابات في ترمبل ومونرو قرب حدود مدينة ايستون. وتحدد أساطير أخرى أن طريق سو ميل سيتي في شيلتون هو طريق دراكولا. ومن الطرق المشار إليها خطأ على أنها طريق دراكولا هي:
1. طريق سو ميل سيتي في شيلتون.
2. طريق إدموندز في أكسفورد.
3. شارع فيلفيت في ترمبل ومونرو. (يمتد بين شارع تاشوا في ترمبل وطريق جاد في مونرو بالقرب من حدود مدينة إيستون).
4. طريق زيون هيل في ميلفورد.
5. الطرق المحيطة ببحيرة ميجان في فيرفيلد.
6. طريق مارجينال في نيو هافن.
7. طريق مستنقع جيريمي في ساوثبوري.
8. المسارات والطرق في منطقة غابات روزفلت في ستراتفورد.

### أصول أسطورة كونيتيكت
مع مرور الوقت تتطور الأساطير وتغلب أجزاء من الحكاية على أجزاء أخرى. على سبيل المثال، تزعم بعض الأساطير أن رؤوس البطيخ تعض أو تلتهم كل من يدخل أراضيها. كما يمر بأرضهم طريق ترابي منعزل. لهذا يشير السكان المحليون إلى بعض الطرق باسم طريق دراكولا.
قد ينسب مصدر حكايات رؤوس البطيخ في كونيتيكت إلى البيئة المحيطة والمعالم المحلية. يعد مركز مقاطعة فيرفيلد موطنا لمستشفى فيرفيلد هيلز العقلي (والذي تم إقفاله) فضلا عن مؤسسة غارنر الإصلاحية، ويقع كلاهما في نيوتاون، وكذلك تقع المؤسسة الإصلاحية الاتحادية في دانبري القريبة. كما كانت هذه المنطقة من مقاطعة فيرفيلد منطقة ريفية مليئة المزارع والغابات. وبذلك ساهم قربها من العديد من المؤسسات الجنائية والنفسية وكذلك المناطق الريفية في صنع أسطورة رؤوس البطيخ.
في حين أن الأسطورة منتشرة في أنحاء جنوب غرب كونيتيكت، فإن الأساطير المماثلة عن البشر المشوهين يمكن العثور عليها في مواقع مختلفة من مقاطعات فيرفيلد ونيوهافن. رويت هذه الأساطير في مناطق مختلفة وتداخلت مع بعضها. وتشمل بعض الأساطير المماثلة:
1. قوم الضفادع من دانبري (تروى عادة في دانبري وبيثيل).
2. الناس عديمو الوجوه من مونرو / بيت الناس عديمو الوجوه (وهي شائعة في مونرو).
3. قرية المنغوليين (تروى في المدن شرق مقاطعة نيو هافن مثل نورث برانفورد).

## وصلات خارجية
- Solving the Melon Head Mystery at Haunted U.S.A. - refers to the Ohio legend
- The Melon Heads at damnedct.com